# Slovenská republika (1990–1992)
Slovenská republika byl členský stát České a Slovenské Federativní Republiky. Název Slovenská republika byl používán od 28. února 1990, původní název byl Slovenská socialistická republika. Druhým státem federace byla Česká republika. Hlavním městem Slovenské republiky byla Bratislava.

## Politický systém
Postavení a orgány Slovenské republiky vymezoval ústavní zákon o československé federaci v hlavě sedmé. Po sametové revoluci byla Slovenská republika demokratickým státem.

### Slovenská národní rada
Zákonodárným sborem republiky byla Slovenská národní rada.

### Vláda Slovenské republiky
Vláda Slovenské republiky měla výkonnou moc.

## Zánik Československa
Zánikem České a Slovenské Federativní republiky se Slovenská republika stala plně svrchovaným a nezávislým státem. Nástupnickými státy České a Slovenské Federativní republiky jsou Česká republika a Slovenská republika.

## Předsedové vlád a vlády
- Milan Čič (1989–1990)
  - vláda Milana Čiče
- Vladimír Mečiar (1990–1991)
  - první vláda Vladimíra Mečiara
- Ján Čarnogurský (1991–1992)
  - vláda Jána Čarnogurského
- Vladimír Mečiar (1992–1994)
  - druhá vláda Vladimíra Mečiara